# سایمون بیکر
سایمون بیکر (به انگلیسی: Simon Baker) (زاده ۳۰ ژوئیه ۱۹۶۹) بازیگر استرالیایی است.
شهرت او به دلیل بازی در دو سریال نگهبان و روان‌کاو است که برای هر دو سریال نامزد جایزه گلدن گلوب شده‌است.
از فیلم‌های معروف او می‌توان به بازی در فیلم سواری با اهریمن و من آن را یک سال می‌دهم اشاره کرد.

## فیلم‌شناسی
فهرست برخی از فیلم‌ها یا مجموعه‌های تلویزیونی که سایمون بیکر در آن‌ها به ایفای نقش پرداخته‌است:
- خانه و دوری- (۱۹۹۳–۱۹۹۴)
- محرمانه لس آنجلس-۱۹۹۷
- تحت تعقیب-۱۹۹۷
- رستوران-۱۹۹۸
- بوسه یهودا-۱۹۹۸
- سواری با اهریمن-۱۹۹۹
- نوار غروب آفتاب-۲۰۰۰
- سیاره سرخ-۲۰۰۰
- امور گردنبند-۲۰۰۱
- نگهبان- (۲۰۰۱–۲۰۰۴)
- کتاب عشق-۲۰۰۴
- حلقه دو-۲۰۰۵
- سرزمین مردگان-۲۰۰۵
- یک چیز جدید-۲۰۰۶
- شیطان پرادا می‌پوشد-۲۰۰۶
- سکس و مرگ ۱۰۱-۲۰۰۶
- روان‌کاو- (۲۰۰۸–۲۰۱۵)
- مستأجر-۲۰۰۹
- فراموش‌نشده-۲۰۰۹
- زنان در دردسر-۲۰۰۹
- قاتل درون من-۲۰۱۰
- مارجین کال-۲۰۱۱
- من آن را یک سال می‌دهم-۲۰۱۳
- نفس-۲۰۱۷
- اینجا و الان-۲۰۱۸
- زمین مرتفع-۲۰۲۰
- برزخ-۲۰۲۳